# NCR

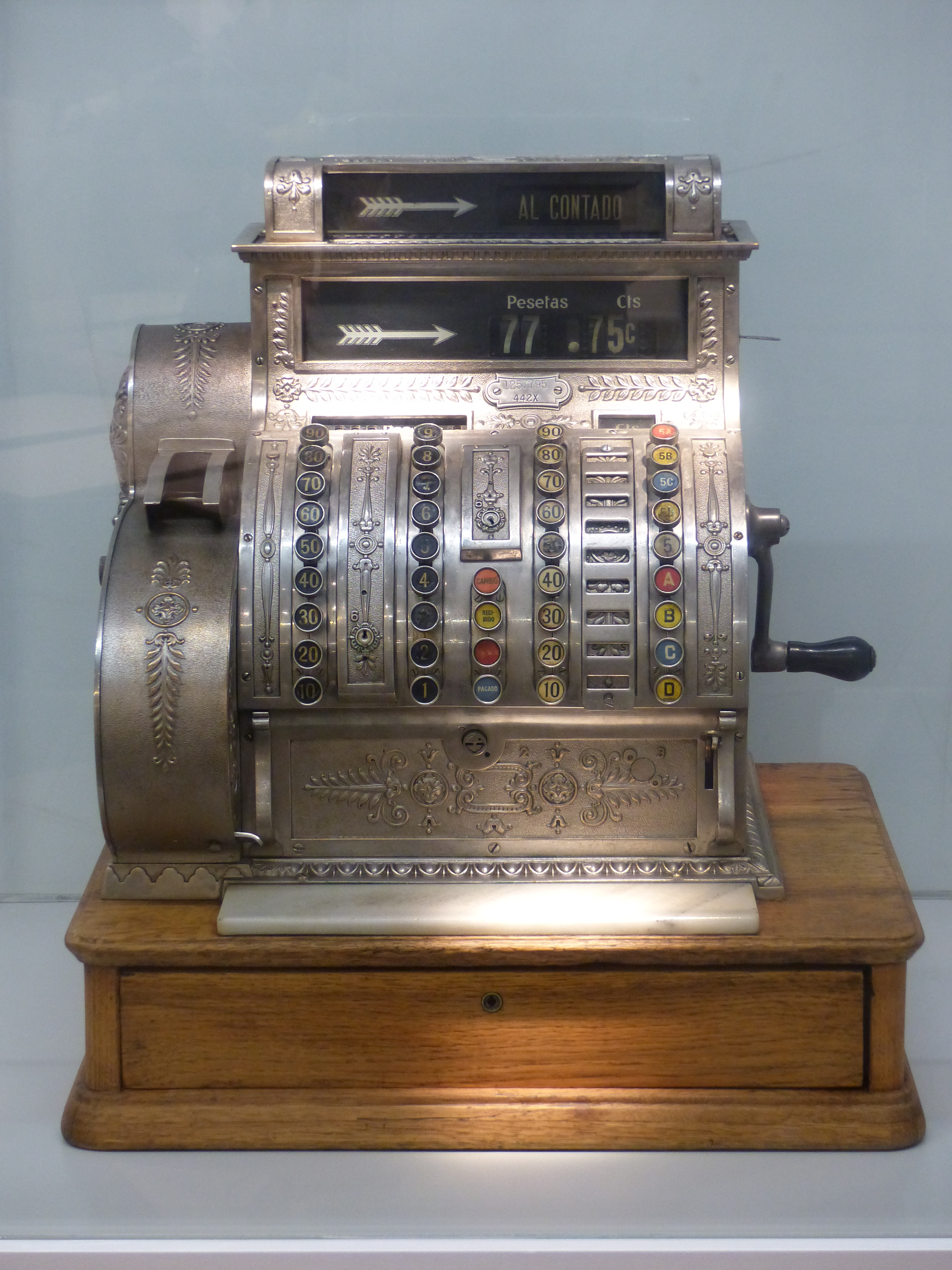
Caja registradora NCR de 1913, expuesta en el Museo de la Biblioteca Nacional de España en Madrid

La corporación NCR es una empresa dedicada a las tecnologías de la información y las comunicaciones que comercializa sistemas y equipos para la venta al por menor y la industria financiera. Sus principales productos son: cajas registradoras (puntos de venta en supermercados), cajeros automáticos, sistemas procesadores de cheques (es decir, los leen e interpretan), escáneres de códigos de barras, consumibles para empresas y bases de datos a gran escala. Es además una de las empresas principales en cuanto a servicios de mantenimiento para productos tecnológicos.
La compañía se fundó en 1884 y fue comprada por AT&T en 1991. Como resultado de una reestructuración de AT&T en 1996, NCR volvió a ser una compañía independiente cuando se separó de AT&T Lucent Technologies. NCR fue la única compañía que retomó su nombre original.
El 26 de enero del año 2006, la compañía reportó unos beneficios de 6.028 millones de dólares.

## Historia

### Primeros años
La compañía comenzó a operar como National Manufacturing Company en Dayton, Ohio. Se especializó en producir y vender la primera caja registradora, inventada en 1879 por James Ritty. En 1884 la compañía y sus patentes fueron compradas por John Henry Patterson y se cambió el nombre a National Cash Register Company. Patterson transformó la empresa introduciendo la venta agresiva y nuevas técnicas de negocio. Creó la primera escuela para vendedores en 1883 e introdujo un programa para potenciar el bienestar de sus obreros en las fábricas.
Otras figuras significativas en la historia temprana de la compañía fueron Charles F. Kettering, Thomas J. Watson y Edward A. Deeds. Deeds y Kettering fundaron Delco, que se convirtió en una división de General Motors. Watson, el fundador de IBM, trabajó hasta llegar a ser el encargado general de ventas. Obsesionado en inspirar a sus desanimados vendedores introdujo el lema de "Piensa" ("Think"). Símbolos y pósteres con este lema fueron colgados en las fábricas, oficinas de ventas y salas de descanso a mediados de 1890. El mismo lema, "Piensa", se convirtió más adelante en un famoso eslogan de IBM.
Kettering diseñó la primera caja registradora accionada por un motor eléctrico en 1906. Pocos años después él mismo creó la caja registradora Class 1000, modelo que continuó en producción durante 40 años. También creó el sistema de autentificación O.K. Telephone Credit.

### Expansión
NCR se expandió rápidamente y se convirtió en una empresa multinacional en 1888. Para 1911 había vendido un millón de máquinas y tenía casi 6000 empleados. En 1912, la compañía fue declarada culpable de violar las leyes antomonopolio recogidas en la Sherman Antitrust Act. Patterson, Deeds, Watson y 25 otros ejecutivos y encargados de NCR fueron condenados a un año de cárcel a causa de sus tácticas contra la libre competencia. Fue una medida impopular (principalmente por las ayudas que Patterson y Watson brindaron a Dayton tras unas fuertes inundaciones en 1913), pero los esfuerzos para conseguir el perdón del presidente Woodrow Wilson fracasaron. De todos modos, en 1915, gracias a una apelación evitaron la cárcel.
Durante la Primera Guerra Mundial la compañía construyó fusibles y carcasas para aviones.
En 1922 ya habían vendido dos millones de unidades. Ese año murió John Patterson. En 1925 la compañía salió a la bolsa poniendo a la venta 55 millones de dólares en acciones, la salida más fuerte a bolsa para entonces en la historia. Durante la Segunda Guerra Mundial construyó motores para aviones, bombas y máquinas para descifrar código enemigo.

### Después de la II Guerra Mundial
Aprovechando la experiencia adquirida en el periodo de entreguerras, NCR se convirtió en un actor importante en el desarrollo de nuevas tecnologías. En 1953, tras su adquisición de Computer Research Corporation el año anterior, la compañía creó una división especializada en electrónica. En 1956, NCR introdujo su primer dispositivo electrónico, el Class 29 Post-Tronic, una máquina basada en la tecnología de bandas magnéticas para bancos. En 1957, junto con General Electric, la compañía fabricó primer su ordenador utilizando transistores, el NCR 304.
También en los años cincuenta se introdujo el MICR (Magnetic Ink Character Recognition, por sus siglas en inglés, traducido como: reconocimiento de caracteres leyendo tinta magnética). En 1962, NCR introdujo el NCR-315 Electronic Data Processing System que incluía el dispositivo de almacenamiento CRAM, la primera alternativa para guardar muchos datos en cinta magnética. También produjo el NCR 500 para los clientes que no necesitaban tanta capacidad de almacenamiento como ofrecía 315. El primer ordenador que construyó íntegramente con la nueva tecnología de los circuitos integrados fue el Century 100 en 1968.
En 1974 la compañía cambió su nombre a NCR Corporation.

#### Ordenadores pequeños
En 1982, NCR se involucró en sistemas de arquitectura abierta. El primero de estos sistemas fue el TOWER 16/32 que corría con UNIX. Su éxito (aproximadamente 100.000 unidades vendidas) estableció a NCR como pionero en implantar estándares y la arquitectura abierta en el mercado de los ordenadores. Estos sistemas de la serie 5000 estaban basados en CPUs Motorola 680xx, y soportaban el sistema de transacciones TMX, propiedad de NCR, principalmente usado en instituciones financieras.
En los años 1980 NCR vendió varios modelos compatibles con los AT de IBM, como el NCR-3390 (llamado un "terminal inteligente"). Tenían una versión adaptada de MS-DOS, NCR-DOS que, por ejemplo, permitía cambiar la velocidad de la CPU entre 6,8 o 10 MHz. También tenía una versión mejorada del adaptador CGA, el NGA, que tenía un modo texto de 640x400 puntos, que se adaptó mejor a las necesidades de los negocios que la resolución 640x200 original, con los caracteres dibujados usando líneas de un píxel de ancho, dando una apariencia similar a los terminales clásicos IBM 3270. Tenía un modo adicional a cuatro colores, 640x400, idéntico al modo CGA 320×200 desde el punto de vista de la programación.
En 1990, NCR introdujo el System 3000, familia de ordenadores basados en las CPUs de Intel Intel 80386 e Intel 80486. La mayoría de los System 3000 utilizaba la arquitectura de IBM Micro Chanel en vez de la dominante ISA. También utilizaban periféricos SCSI así como los populares puertos paralelos y serie, dando como resultado un producto de alta calidad a buen precio.

#### Cajeros automáticos
Los cajeros automáticos son hoy en día el principal producto de NCR. NCR diseñó su primer cajero automático a finales de los 70, pero no fue hasta el modelo 5040, desarrollado en una planta de Dundee en Escocia e introducido en 1983, cuando la compañía comenzó a entrar con fuerza en el mercado. Actualmente un tercio de los cajeros instalados en el mundo son suyos.

### AT&T
NCR fue comprada un 19 de septiembre de 1991 por AT&T por 7400 millones de dólares. Posteriormente, en 1992, se le unió la corporación Teradata. Como una subsidiaria de AT&T, en 1992, tenía 53,800 empleados y contratistas. Para 1993 la división acabó con unas pérdidas netas de 1.287 millones de dólares. Las pérdidas continuaron en 1994 y 1995. Durante ese periodo, AT&T fue el principal cliente de NCR.
En 1994 la subsidiaria cambió su nombre a AT&T Global Information Solutions, pero en 1995 AT&T decidió dividir la compañía, y en 1996 se cambió su nombre a NCR preparándose para la división.
NCR resurgió como compañía independiente en 1997.

### Independencia
Una de las primeras compras importantes tras convertirse en compañía independiente de AT&T se realizó en julio de 1997 al adquirir Compris Technologies, una empresa privada que producía software para cadenas de restaurantes. En noviembre de 1997, NCR compró Dataworks Inc, una empresa de 60 personas.
El "Montgomery County Historical Society" y NCR se unieron en 1998 en una innovadora colaboración para preservar el archivo de NCR. Durante más de 3 meses a finales del 99, viajaron camiones entre los edificios de NCR y el centro de investigación de Historial Society, transportando 3 millones de piezas a su nuevo hogar.
En 1998, NCR vendió sus activos de producción de hardware para ordenadores a Solectrón y dejó de producir ordenadores de propósito general, centrándose en las industrias al por menor y las financieras. En el año 2000, NCR compró Ceres Integrated Solutions y 4Front Technologies. Recientes compras incluyen Kinetics, InfoAmerica y Galvanon, así como la compañía de software DecisionPoint. En 2006, NCR compró IDVelocity y la división de cajeros automáticos de Tidel, eran equipamientos de alta seguridad para el mercado al por menor.

### Historia reciente
En enero de 2007, NCR anunció su intención de dividirse en dos compañías independientes, dando el control de Teradata a sus accionistas. Bill Nuti continuaría en su rol de presidente y CEO de NCR, mientras que el VP sénior de teradata, Mike Koehler, asumiría su control.
Poco después NCR anunció sus planes para recortar 650 puestos de trabajo en sus fábricas en Dundee, Escocia. Más adelante se recortó la plantilla en otros 450 trabajadores en Waterloo, Canadá.
En agosto de 2011, NCR compró a la empresa Radiant Systems Inc., empresa líder en Tecnología de Software y Hardware para Restaurantes e industrias del entretenimiento (estadios y venta de entradas). La adquisición se hizo por un monto total de 1.200 millones de dólares americanos.
En noviembre de 2012 NCR compró Retalix [www.retalix.com], una empresa de servicios y software para puntos de venta. NCR adquirió la compañía por 650 millones de dólares para convertir la experiencia de Retalix en un valor añadido para su portfolio.
Retalix ha instalado sus soluciones en más de 70.000 puntos de venta en 50 países. Así, la compañía israelí cuenta con una extensa trayectoria que reforzará la tecnología de NCR y aupará a la empresa en el sector de la venta al por menor.

## Biografías de personajes importantes de NCR

### James Ritty
Tenía un bar y además fue el inventor de las cajas registradoras.
Hijo de inmigrantes franceses estudió medicina en la universidad. Participó en la guerra civil de los Estados Unidos.
En 1871 abrió su primer "saloon", desgraciadamente algunos de sus empleados se quedaban el dinero con el que pagaban los clientes en vez de dejarlo en caja. En 1878, durante un viaje en barco de vapor a Europa, le interesó el mecanismo mediante el cual el barco contaba el número de veces que las hélices daban vueltas. Se preguntó si podría implantar ese sistema en su "saloon" para contar las transacciones de dinero.
Tal como volvió a casa, él y su hermano se pusieron a trabajar en el inventó, lo consiguieron en el tercer diseño con una máquina que tenía botones para diferentes cantidades y al apretarlos se contaban, lo patentaron como "El cajero incorruptible de Ritty".
Mientras seguía trabajando en su saloon abrió una fábrica para producir sus cajeros. La compañía no prosperó, y en 1881 al verse sobrepasado por tener que ocuparse de dos negocios, la vendió Jacob H. Eckert, que con un grupo de inversores fundó la National Manufacturing Company. En 1883 John y Frank Patterson entraron como accionistas a la compañía. En 1884, siendo John Patterson el principal propietario, la compañía cambió de nombre a National Cash Register Company.

### John Henry Patterson
Fundador de NCR. Era un innovador en los negocios, un genio en las ventas, políticamente progresista, patriota y un benevolente tirano.
Basándose en un libro de 16 páginas escrito por su hermano político, fundó la primera escuela de vendedores bajo NCR. Además pensaba mucho en sus trabajadores, siendo la suya la primera fábrica donde entraba luz solar, además de contratar varios arquitectos para que hicieran de sus tierras (las de NCR) lo máximo habitable posible para sus trabajadores. Era un fanático de la salud.
Fue famoso por contratar y echar al fundador de IBM, Thomas J Watson, Patterson de hecho fue famoso por echar a trabajadores por asuntos triviales por ejemplo por no saber montar a caballo bien o por no saber decir porque en un día en concreto las banderas estaban volando.
Los métodos de Patterson fueron muy influyentes durante una generación, se cree que de 1910 a 1930 un sexto de los ejecutivos que había en USA se había formado bajo NCR.
Murió en 1922 sin dejar una gran fortuna ya que era un tipo bastante derrochador, cediendo el control de la compañía a su hijo.

### Edward A. Deeds
Estudió ingeniería eléctrica y posteriormente trabajó construyendo e instalando motores eléctricos. Trabajaba en el mismo edificio donde estaba NCR así que Patterson le invitó a unirse a su compañía. Allí hizo su primer generador eléctrico. Poco más tarde dejó la compañía.
En 1903 volvió, construyó algunos prototipos de motores eléctricos para demostrar que podían ser utilizados como fuerza de energía en las cajas registradoras, contrató a su colega Kettering y poco después crearon un modelo que revolucionó el mercado de las cajas durante años. En 1915 dejó NCR para dedicarse totalmente a una empresa suya, Delco.
En 1931, durante la gran depresión, Deeds volvió a NCR para dar seguridad a los accionistas fue CEO hasta 1940, y presidente honorario hasta el 54.

## Productos

### Servidores de Bases de datos con Teradata
Teradata es una compañía especializada en bases de datos que desde el 91 forma parte de NCR, actualmente NCR informó que la compañía volverá a ser independiente.
Teradata es sistema de procesamiento en paralelo, formado por muchos nodos, donde cada uno es independiente de los demás. Su popularidad se basa en que es escalable, entre otros clientes les ofrece Intel. Además puede trabajar tanto en UNIX, Linux como Windows.
Tiene solo unos 1000 clientes, aunque son clientes muy potentes, como Wal-Mart, Dell, Fedex, Vodafone, T-mobile, Best Buy, etc.

### RealPrice
Viene a ser un sistema de etiquetas electrónicas, conectadas a los puntos de venta, de tal forma que muestran su precio actual.

### Procesadores de cheques
Grandes máquinas que tienen la capacidad de leer la tinta de los cheques.

### System 3000
Es su línea de ordenadores de sobremesa, aparecidos en 1990.

### Puntos de venta
Incluyendo las interfaces, impresoras, escáneres, estaciones y periféricos. Actualmente están tecnológicamente muy avanzados, con un consumo mínimo, muy duraderas y con pantallas táctiles. Hoy son proveedores de hardware y software de puntos de ventas de empresas como: Mcdonalds, Grupo Carrefour, etc.
Donde no solo pusieron el hardware sino que también ubicaron un software propietario para la administración de sistemas de trabajos que utilicen puntos de venta. 

### NCR Fastlane
Son puntos de venta automáticos, es decir, no requieren de un vendedor, el propio cliente puede pasar sus productos y pagarlos. Tiene una arquitectura abierta de tal forma que se puede integrar a los puntos de venta ya existentes. Wal-mart y Alcampo los utilizan.

### Cajeros automáticos
Uno de sus principales productos hoy en día, sin ir más lejos diversos bancos en España usan sus cajeros. Su principal serie es la serie "Personas". Recientemente han lanzado la nueva serie "SelfServ" en algunos supermercados. Carrefour Argentina ha sido el primero en instalarlo en Latinoamérica.

### Servidores
Las series S1600, S2600, System 5000 y Tower. Como ya hablamos anteriormente en 1982 sacaron la serie Tower, basada en arquitectura abierta y bajo UNIX, fue un rotundo éxito, vendiendo más de 100.000 unidades, posteriormente le siguieron las otras series, más avanzadas.

### Software
En el campo del software, con Teradata principalmente han ofrecido programas para la administración de bases de datos. También han sacado programas para kioscos interactivos, para puntos de venta automáticos...

### Class 1000
Kettering diseñó la primera caja registradora que se movía usando un motor eléctrico, poco después, en 1906, hizo la class 1000 que estuvo en activo durante 40 años. Permitía comprobar el crédito de una persona en el banco.

### Class 2000
En 1921 NCR desarrolló la Class 2000. Era una caja registradora eléctrica muy sofisticada, que tenía un visualizador además de poder imprimir en formularios en una operación, llegando a dar hasta 30 totales. El desarrollo de la Class 2000 abrió un nuevo camino en la historia de NCR.
La cadena de hoteles Statler fue el primer cliente, su gran pedido fue una de las razones para justificar tanto la inversión para hacer la máquina en más de 20000 partes y el costoso precio de la mano de obra para hacer este producto.
Los ingenieros de NCR arreglaron rápidamente los diferentes bugs que tenía la class 2000 así que rápidamente les encontraron aplicaciones en el sector bancario. Su diseño aún se usaba ampliamente en Holanda en los años 60, sus usuarios eran bancos, hoteles y restaurantes.
Cuando la primera Class 2000 fue instalada en USA, su mantenimiento era poco usual. Durante varios años los técnicos de NCR estaban en hoteles, a expensas de la compañía, listos para correr hacia la oficina en caso de que la máquina tuviera problemas.

### Post tronic
De 1957 a 1970, uno de los productos principales de NCR.
Desarrollado a partir del Class 2000, con una lectora y escritora cinta magnética y un par de cintas de grabación. Está máquina fue un salto tecnológico importante para todas las instituciones bancarias. Eliminó usar dos libros, algo que generaba muchos errores.
El grabador magnético desarrollado por NCR leía el saldo anterior, el número de cliente y la posición en línea. Esta tecnología subsanó muchísimos errores. Después de entrar los cambios, la máquina los escribía en la máquina en la "Booking card" y también los registraba en la banda magnética en la parte trasera de esta tarjeta. Al mismo tiempo todo era registrado en una cinta. Al final del día la cinta era enviada al ordenador central para posteriores procesos, y los cambios en las cuentas eran grabados. Gracias a todo esto, NCR ganó mucha cuota de mercado en el sector bancario.
Cuando la Post Tronic se desarrolló, casi toda la compañía estaba en su contra, creía que sería rápidamente obsoleta por los ordenadores. Pero cuando Owen B. Gardner, jefe de ventas del departamento de máquinas registradoras y más tarde vicepresidente enseñó la máquina a la industria bancaria, se entusiasmaron tanto que Stanley Allyn, CEO, reactivo el desarrollo de la máquina Post Tronic. Fue una buena decisión teniendo en cuenta que la máquina seguía en activo en varias instituciones bancarias hasta finales de los 70.
En 1959 vendieron 4000 máquinas, 6000 en 1960, para aquellos años Post Tronic se había instalado en 50 estados en USA y en 20 países diferentes, con un valor total de 100$ millones. Gracias a este éxito NCR tuvo dinero para poder invertir en el desarrollo de ordenadores. La experiencia ganado con Post Tronic fue usada en el desarrollo del ordenador NCR 390.

### NCR 304
NCR tomó el riesgo en los años 1950 de saltarse la producción de válvulas de vacío e ir directamente a los transistores con el modelo NCR 304 en el año 1957.
El ordenador consistía en un procesador central, con una memoria en formato de cinta magnética además de equipamiento de entrada y salida de alta velocidad. La primera instalación del 304 fue para el cuerpo de marines del ejército estadounidense.
El sistema fue usado para mantener el control del personal y de los equipamientos. Los marines estimaron que el 304 corría al menos el 90% del tiempo sin un solo fallo durante 30 días consecutivos.
Como resultado del éxito, tres sistemas más fueron instalados en Washington para mantener el registro de casi un millón de marines y para procesar un millón de cambios por año. El primer comprador comercial del NCR 304 fue R.H.Macy and CO, en Nueva York. El ordenador fue enviado a Nueva York en septiembre de 1960 y tardó 11 días en estar operativo.
El ordenador NCR 304 era visto como un producto tecnológicamente avanzado, algo que dio a NCR un mayor estatus en el mercado de los ordenadores. Algunos NCR 304 siguieron usándose hasta 1974, 17 años después de su primera aparición.

### Cram
CRAM (Card Random Access Memory), era un dispositivo para el almacenamiento de datos con acceso aleatorio. Su primera aparición fue con el NCR-315 en 1962. El soporte eran unas tarjetas o láminas de material plástico recubiertas de óxido magnetizable. Cada cartucho o caja, contenía 256 tarjetas, cada tarjeta 55 pistas, cada pista un sector (512 bytes). Para el funcionamiento normal eran necesarias dos unidades CRAM, y en cada una se colocaban las tarjetas de un cartucho, suspendidas por unas varillas de sección de cuarto de círculo, uno de cuyos extremos estaba libre (para permitir la inserción de las tarjetas) y el otro formaba parte del soporte y del mecanismo de giro. Cada tarjeta tenía en un extremo unas solapitas codificadas que permitían seleccionar, mediante el giro de 90° de las varillas correspondientes, la que debía caer al abrirse otras dos varillas que las sostenían por los laterales. La tarjeta seleccionada caía sobre un tambor giratorio que tenía en el interior diversas zonas de depresión de aire, para pegar la tarjeta al tambor, de sobrepresión, para despegarla en la parte inferior del tambor y pegarla sobre la cabeza con 55 pistas de lectura-escritura, y la zona de salida controlada según si la tarjeta debía permanecer en modo lectura-escritura o ser liberada para recargarla sobre el extremo libre del soporte de las varillas. Cuando una tarjeta caía mal y se estropeaba, había que extraerla del tambor-cabeza, recortar en una nueva las solapitas correspondientes y copiar los datos de desde otro cartucho copia de seguridad montado en otra unidad. El velocidad de transferencia era de 100 kbps.

### Century 100
Fue el primer ordenador de NCR con circuitos integrados. La serie 615-100 integraba un completo sistema de procesamiento de datos, con 16KB o 32KB de memoria. Para las primeras memorias se diseñó un procedimiento automático de fabricación; los núcleos magnéticos, eran unas minúsculas barritas (magnetic rod memory); debido a problemas de calidad, en los modelos sucesivos fueron sustituidas por las tradicionales de toroides; lector de tarjetas de 80 columnas o cintas de papel, dos discos removibles de 10MB y una impresora de 600 líneas por minuto.

## Rivalidad con IBM
Su rivalidad con IBM ha sido constante, empezando porque Watson fue vendedor de NCR para posteriormente fundar IBM, aunque tan notable es la competencia entre ambas corporaciones como lo son sus acuerdos.
Si se consulta la Web de NCR, por ejemplo, se verán numerosos productos de la compañía en los que se usa software o hardware de IBM, especialmente en el sector de los cajeros automáticos, puntos de venta...
Revisando noticias por Internet, se pueden ver bastantes referencias respecto a que NCR le quita alguna empresa a IBM o viceversa, como por ejemplo, recientemente NCR se adelantó a IBM en la adquisición de USPS.
Respecto a los años 1960 y 1970, algunos de los productos de NCR fueron competencia directa de IBM, y aunque hicieron un gran negocio, la diferencia era abismal.